# Cornelia Kreuter

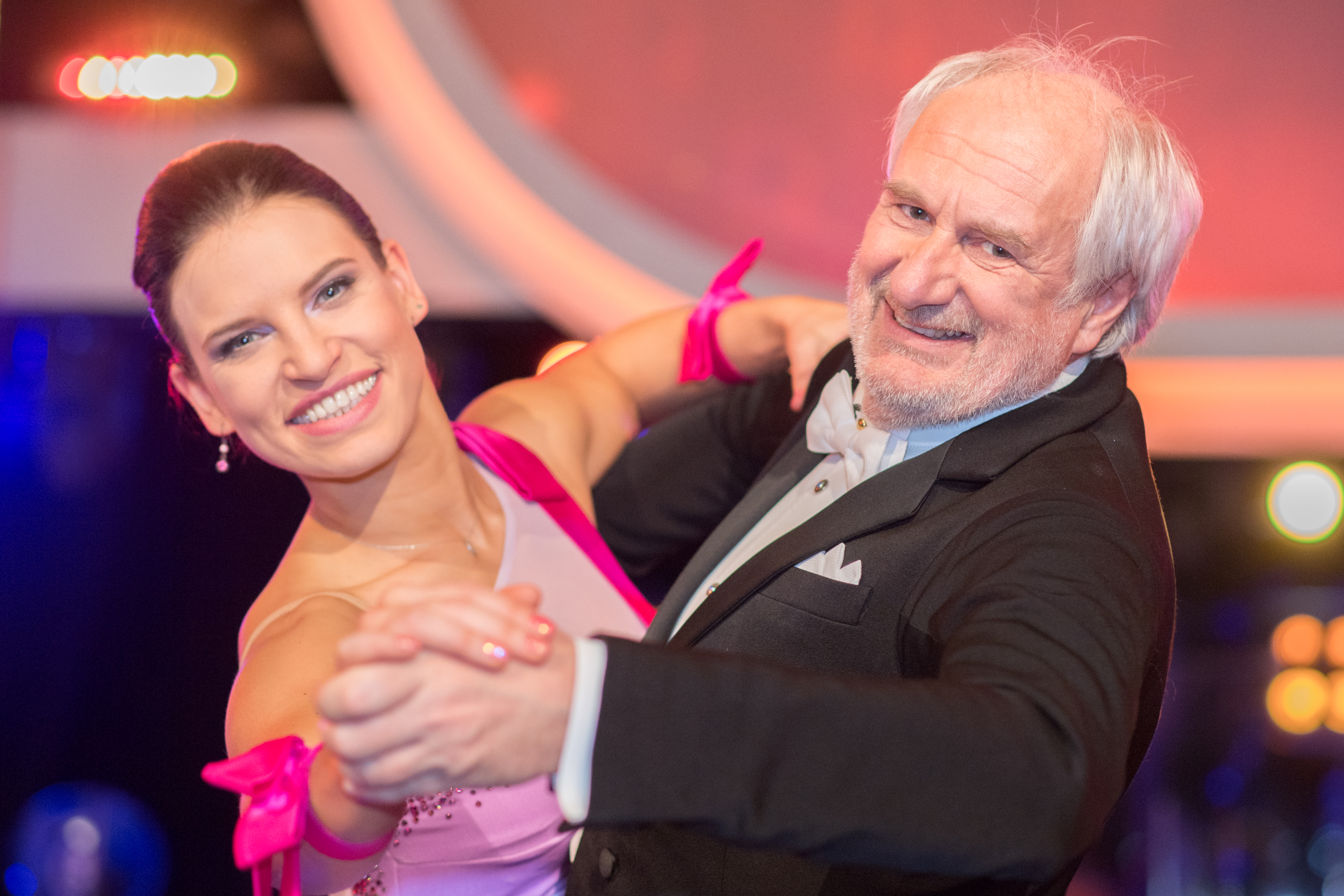
Kreuter mit Michael Schottenberg 2019

Cornelia „Conny“ Kreuter (* 1986 in Wien) ist eine österreichische Profitänzerin und Moderatorin. Sie wurde durch ihre Mitwirkung an der ORF-Fernsehshow Dancing Stars bekannt.

## Leben
Kreuter studierte Sportwissenschaften. Daneben absolvierte sie Schauspiel- und Gesangsunterricht sowie eine Sprecherausbildung.
Nach Medienengagements unter anderem bei der ProSiebenSat.1 Media und der Mediengruppe Österreich moderiert sie die Lifestyle-Sendung „schauLEBEN“ bei schau TV.
Kreuter war von 2007 bis 2018 gemeinsam mit ihrem Tanzpartner Stefan Herzog als Profitänzerin tätig. Sie ist mehrfach österreichische Meisterin in den Lateintänzen Einzeltanz, mehrfache Staatsmeisterin in der Lateinformation und mehrfache WM- und EM-Finalistin. 
Seit 2016 ist sie als Profitänzerin Teil der ORF-Tanzshow Dancing Stars. Sie erreichte mit Fadi Merza 2016 den achten Platz, mit Norbert Schneider 2017 den neunten Platz und mit Michael Schottenberg 2019 den zweiten Platz. 2020 nahm sie mit Cesár Sampson teil und erreichte erneut den zweiten Platz. 2021 war Kreuter als Chefchoreographin der Show tätig.
Ab April 2024 moderiert sie im Wechsel mit anderen Akteuren die Sendung „Fit mit den Stars“. Diese Sendung folgt „Fit mit Phillip“ mit Philipp Jelinek, dessen Zusammenarbeit mit dem ORF aufgrund von Chats mit Vizekanzler Heinz-Christian Strache über eine Unterstützung beendet wurde.